# 文艺理论研究
《文艺理论研究》（Theoretical Studies in Literature and Art）是华东师范大学出版发行的一份学术期刊，为双月刊。

## 简介
中国文艺理论学会创立于1979年5月，原名高等学校文艺理论研究会。《文艺理论研究》创刊于1980年6月，是中国文艺理论学会的会刊。

## 收录情况
《文艺理论研究》为北大核心、CSSCI和AMI核心期刊。

## 历任主编
- 1980年：陈荒煤，另有黄药眠、陈白尘、徐中玉三位副主编。
- 1985年：徐中玉、钱谷融。
- 2011年：谭帆、方克强。
- 现任：谭帆、朱国华。[3]